# دهستان حبله‌رود
دهستان حبله رود نام دهستانی در بخش مرکزی شهرستان فیروزکوه، استان تهران در ایران است. براساس سرشماری مرکز آمار ایران در سال ۱۳۸۵، جمعیت آن ۴۸۸۴ نفر (۱۵۱۸ خانوار) بوده‌است.